# Радосав Алексић
Радосав Алексић (Крушевац, 6. марта 1986) српски је фудбалер, који тренутно наступа за Трајал.

## Трофеји и награде
Зрињски
- Премијер лига Босне и Херцеговине: 2013/14.[11]

Трајал
- Српска лига Исток: 2021/22.[12]
- Куп Расинског округа: 2022.[13]